# Nora Arnezeder

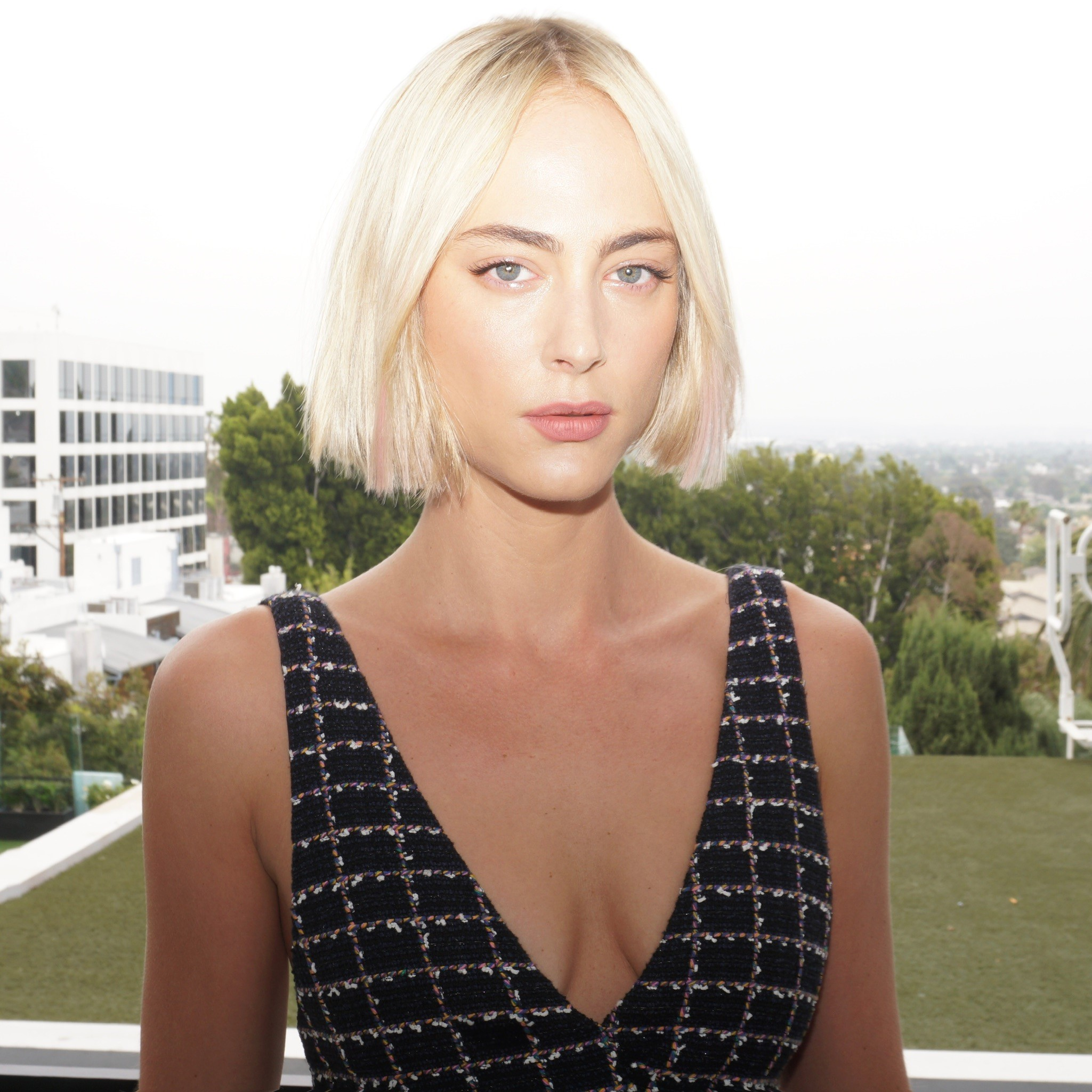
Nora Arnezeder (2021)

Nora Arnezeder (* 8. Mai 1989 in Paris) ist eine französische Schauspielerin.

## Leben und Karriere
Arnezeders Vater Wolfgang ist Österreicher und ihre Mutter eine ägyptische Jüdin mit italienischen Wurzeln. Sie lernten sich in Bali kennen. 1991 verließ die Familie Paris und zog nach Aix-en-Provence. Etwa 2003 zog sie für ein Jahr nach Bali.
Nach Paris zurückgekehrt, nahm Arnezeder Tanz- und Gesangsunterricht an der Internationalen Akademie für Tanz und Theater an der Theaterschule Cabriès sowie Unterricht an der Schauspielschule Cours Florent.
2008 spielte Arnezeder ihre erste große Rolle in dem Musikdrama Paris, Paris – Monsieur Pigoil auf dem Weg zum Glück von Christophe Barratier. Der Part der Douce brachte ihr in der Heimat den Prix Lumières und Étoile d’Or als beste Nachwuchsdarstellerin ein. Das von ihr interpretierte Lied Loin de Paname wurde 2010 für einen Oscar nominiert. 2012 übernahm sie neben Elijah Wood die Hauptrolle im Remake von Maniac. 2013 mimte sie die Hauptrolle in Angélique, einer Verfilmung der beiden ersten Bände der Romanreihe von Anne Golon. Von 2015 bis 2016 hatte sie eine Hauptrolle in der CBS-Serie Zoo.

## Filmografie (Auswahl)

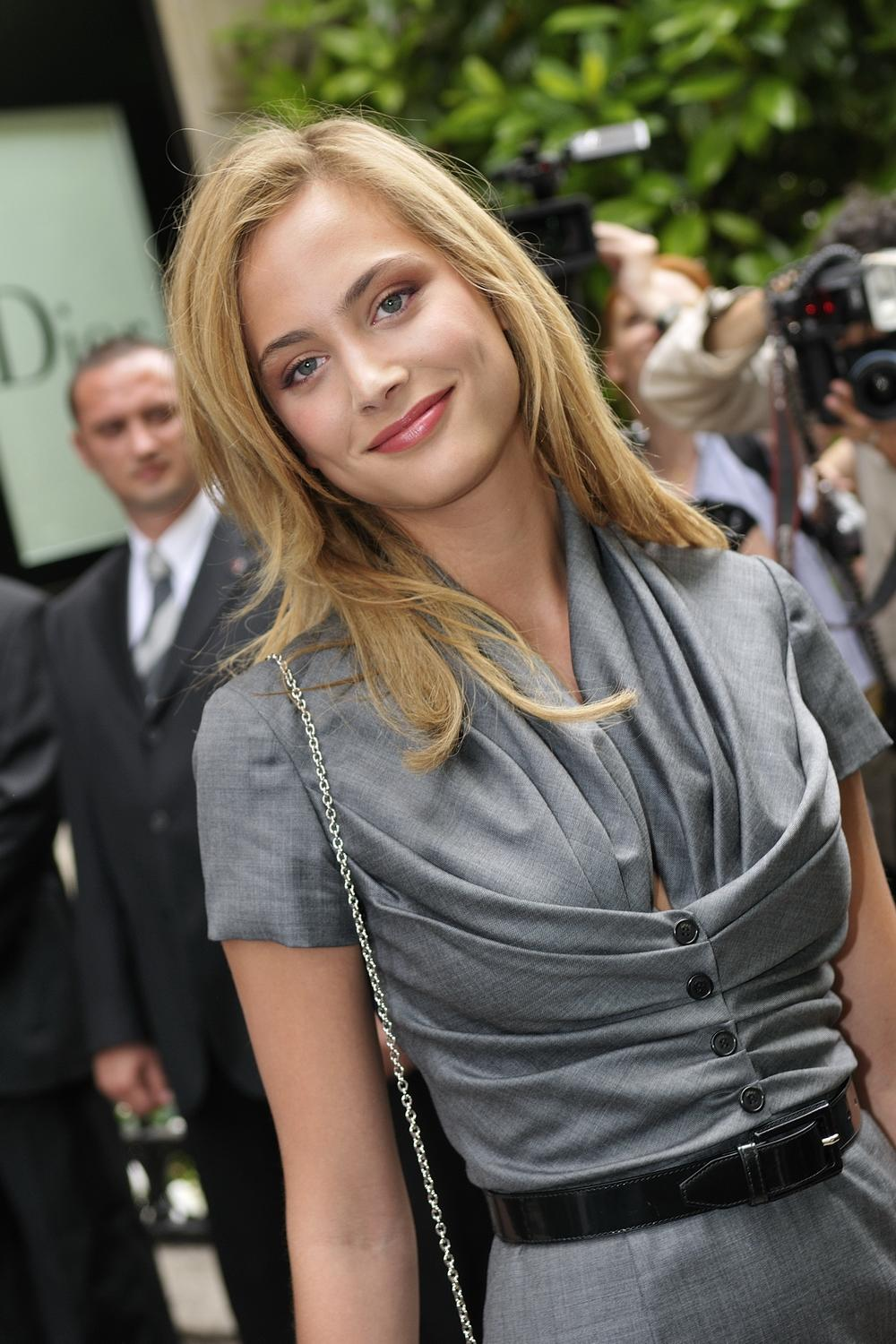
Nora Arnezeder (2009)

### Kino
- 2007: Two Worlds – Zwischen den Welten (Les deux mondes)
- 2008: Paris, Paris – Monsieur Pigoil auf dem Weg zum Glück (Faubourg 36)
- 2011: La Croisière
- 2012: Safe House
- 2012: Alexandre Ajas Maniac (Maniac)
- 2012: Der Dieb der Worte (The Words)
- 2012: Ce que le jour doit à la nuit
- 2013: Angélique
- 2014: Fiston
- 2018: In the Cloud
- 2019: Berserk
- 2020: Faraway Eyes
- 2021: Army of the Dead
- 2021: Tides
- 2021: Blast – Gegen die Zeit (Déflagrations)
- 2021: That Cold Dead Look in Your Eyes (Tes Yeux Mourants)
- 2022: L’enfant du paradis
- 2024: American Star
- 2024: Niki de Saint Phalle (Niki)
- 2025: Tin Soldier

### Fernsehen
- 2006: Commissaire Valence (Fernsehserie, Folge 1x08)
- 2007: R.I.S. Police scientifique (Fernsehserie, Folge 2x07)
- 2007: Bac + 70 (Fernsehfilm)
- 2011: Xanadu (Fernsehserie, 8 Folgen)
- 2014–2018: Mozart in the Jungle (Fernsehserie, 6 Folgen)
- 2015–2016: Zoo (Fernsehserie, 18 Folgen)
- 2017: Riviera (Fernsehserie, 7 Folgen)
- 2018: Origin (Fernsehserie, 10 Folgen)
- 2022: The Offer (Fernsehserie, 4 Folgen)
- 2022: Leopard Skin (Fernsehserie, 8 Folgen)
- 2024: Fünf Freunde: Das Abenteuer im Nachtzug (The Famous Five: Peril on the Night Train, Fernsehserie)